# USA-234

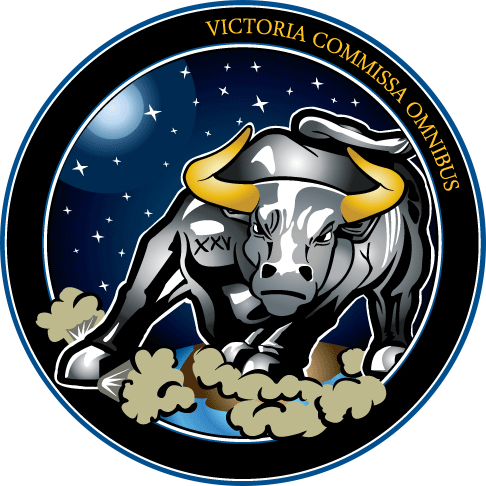
Parche de misión L-25 de la Oficina Nacional de Reconocimiento (NRO) que presenta un toro enojado marcado con "XXV" (número romano "25") y texto alrededor del borde que dice "Victoria Commissa Omnibus", que en latín significa "Comprometidos con la victoria para todos".

El USA-234, también conocido como NRO Launch 25 o NROL-25, es un satélite de reconocimiento estadounidense, operado por la Oficina Nacional de Reconocimiento . Lanzado desde la Base de la Fuerza Aérea de Vandenberg en 2012, se ha identificado como el segundo satélite de imágenes de radar que se lanzará como parte del programa Future Imagery Architecture.
El USA-234 fue lanzado por United Launch Alliance, utilizando un cohete portador Delta IV, realizando su primer vuelo en la configuración Media+(5,2). El cohete fue lanzado desde el Space Launch Complex 6 en Vandenberg, a las 23:12:57 UTC (16:12:57 PDT) el 3 de abril de 2012. Fue identificado como Lanzamiento 25 de la NRO, y fue el decimonoveno vuelo de un Delta IV; El vehículo fue designado Delta 359, y se llamaba Electra .
La información sobre la órbita y la misión del satélite están oficialmente clasificadas; sin embargo, ha sido localizado por observadores aficionados en un área de 1096 kilómetros (681 mi), inclinada a 123 grados.